# Peter Phelps

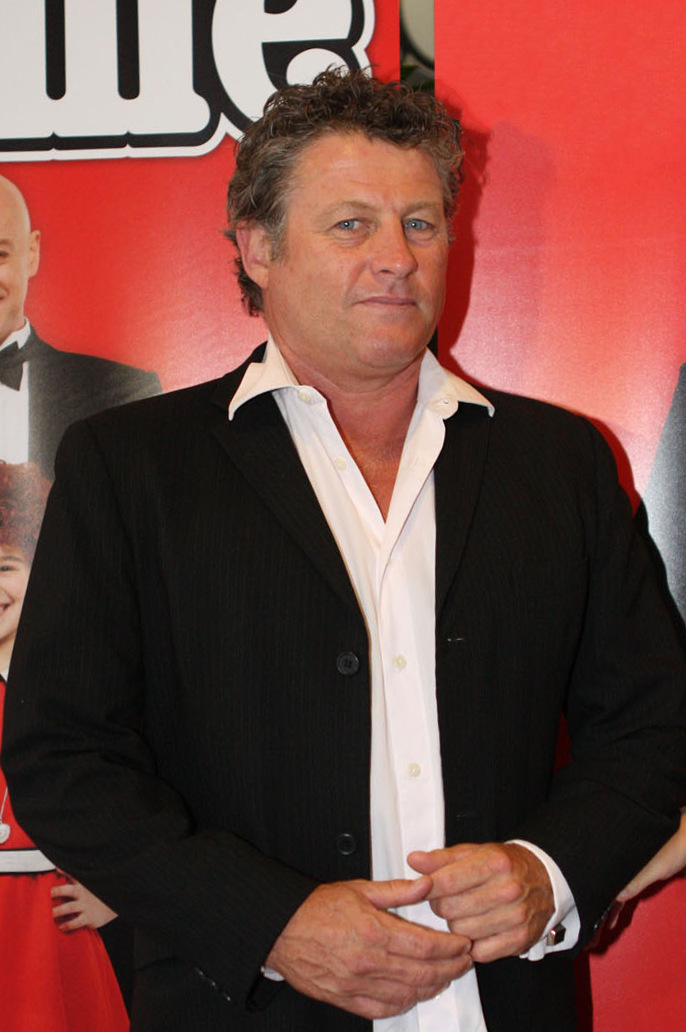
Peter Phelps

Peter Phelps (* 20. September 1960 in Sydney) ist ein australischer Schauspieler.

## Leben

### Karriere
Phelps begann seine Karriere in den frühen 1980er Jahren mit Nebenrollen in den australischen Seifenopern The Restless Years und Sons and Daughters. Auch war er in mehreren australischen Fernsehfilmen und -serien zu sehen, so verkörperte er unter anderem 1987 den Boxer Les Darcy in einer Episode von Willesee’s Australians. Ebenfalls 1987 spielte er die Hauptrolle in dem australischen Kriegsdrama The Lighthorsemen.
International bekannt machte ihn 1989 die Rolle des Australiers Trevor Cole in der ersten Staffel der US-amerikanischen Fernsehserie Baywatch – Die Rettungsschwimmer von Malibu. 1990 hatte er eine kleine Nebenrolle an der Seite von Patrick Swayze und Keanu Reeves in dem von Kathryn Bigelow inszenierten Actionfilm Gefährliche Brandung.
Nach seinem Ausscheiden bei Baywatch arbeitete Phelps wieder überwiegend für das australische Fernsehen und hatte unter anderem eine Nebenrolle in der Serie Die fliegenden Ärzte. 1993 erhielt er einen AFI Award des Australian Film Institute als Darsteller in einer Episode der Fernsehserie G.P. Seine Rolle in der Serie Stingers, die er von 1998 bis 2004 innehatte, brachte ihm 2002 einen Logie Award als beliebtester Schauspieler.
Von 2005 bis 2008 verkörperte Phelps den Arzt Doug „Spence“ Spencer in der Fernsehserie All Saints.

### Privates
Phelps ist seit 2000 mit Donna Fowkes verheiratet, das Paar hat zwei Töchter (geb. 2002 und 2005). Seine Schwester
Kerryn Phelps ist eine bedeutende australische Medizinerin und unter anderem frühere Präsidentin der Federal Australian Medical Association (AMA).

## Filmografie (Auswahl)

### Filme
- 1983: Undercover
- 1986: Beatie Bow – Das Spiel mit der Zeit (Playing Beatie Bow)
- 1987: Rock 'n' Roll Cowboys
- 1987: The Lighthorsemen
- 1988: Starlight Hotel
- 1988: Breaking Loose
- 1989: Maya
- 1991: Gefährliche Brandung
- 1992: Merlin: The True Story of Magic
- 1993: The Feds: Betrayal
- 1994: Rough Diamonds
- 1996: Blackwater Trail
- 1996: Zone 39
- 1997: One Way Ticket
- 2001: Lantana
- 2002: Teesh and Trude
- 2003: Gesetzlos – Die Geschichte des Ned Kelly
- 2008: The Square
- 2009: Stone Bros.
- 2010: Caught Inside

### Fernsehen
- 1977–1981: The Restless Years (Fernsehserie)
- 1981: A Country Practice
- 1981–1983: Sons and Daughters (Fernsehserie)
- 1986: The Challenge
- 1987: Butterfly Island
- 1987: Willesee's Australians (Episodenrolle als Les Darcy)
- 1988: The Dirtwater Dynasty (Gastauftritt)
- 1988: Rafferty's Rules (Gastauftritte)
- 1989–1990: Baywatch – Die Rettungsschwimmer von Malibu (Nebenrolle, Staffel 1)
- 1991: The Young Riders (Gastauftritt)
- 1991: Heartbreak High (Fernsehserie)
- 1995: Die fliegenden Ärzte (Fernsehserie, Nebenrolle)
- 1995: Fire (Fernsehserie)
- 1995: Police Rescue (Fernsehserie, Gastauftritt)
- 1995: Blue Murder (Miniserie)
- 1998: Water Rats (Fernsehserie, Gastauftritt)
- 1998–2004: Stingers (Fernsehserie)
- 2005: All Saints (Fernsehserie)
- 2009: Underbelly: A Tale of Two Cities (Fernsehfilm)
- 2009: Rescue: Special Ops (Fernsehfilm)
- 2013: Mr & Mrs Murder (Fernsehserie, Gastauftritt)
- 2013: Wonderland (Fernsehserie, Gastauftritt)
- 2014: Old School (Fernsehserie, Gastauftritt)
- 2014: Modern Family (Fernsehserie, Gastauftritt)